# 京都地震
京都地震（きょうとじしん）は、1830年8月19日（文政13年7月2日）に発生した地震。京都大地震とも文政京都地震とも呼ばれる直下型地震で、京都市街を中心に大きな被害を出した。

## 概要
宇佐美は、震央を京都府亀岡市付近と推定し、地震規模はM6.5±0.2とした。また被害状況は、1662年寛文近江・若狭地震と似ているとしている。
起震断層は
- 三木(1979) 亀岡断層あるいは神吉・越畑断層
- 宇佐見ほか(1994) 亀岡盆地北東部
- 松田(1990) 京都西山断層群、三峠断層群

など諸説ある。大邑(2014)は亀岡盆地北東部や園部の被害は軽微であり亀岡断層、神吉・越畑断層で発生したとする説に疑問を呈し、愛宕山周辺であるとしている。また、2000年代に行われた亀岡断層での周辺での地形学的調査や地質学的調査（P波による反射法地震探査やボーリング調査など）の結果からは、亀岡断層が起震断層であったとする結果は得られていないと報告されている。

## 被害
京都市街地を襲う内陸型の地震であった。二条城や御所では石垣や塀が崩れ、町人街では土蔵に被害が集中した。被害は京都市内だけでなく、伏見、宇治、淀でも生じた。西山(2010)は、天明の大火以降急速に普及した倒壊しやすい桟瓦葺屋根（波形の瓦葺き屋根）が被害を拡大したと分析している。
『甲子夜話』の記述では、市中の二階建ての建物はことごとく倒壊し、土蔵や塀なども大きな被害を出したと伝えているが、御所や公家町では壊滅的な被害ではなかった。
『文政雑記』の記述によると、町方の人的な被害は怪我人 1300人、即死280人であるが、御所内や武士の犠牲者数は不明である。
公家の柳原隆光の日記によれば、夕方の地震発生直後に藪の中に避難して難を逃れたが、大雷のような破壊転倒の音に恐怖し、この世が奈落の底に落ちたような衝撃を受けながら御所に駆けつけたと記している。仁孝天皇は御所内の御涼所に避難していたが、夜になっても揺れが収まらなかったために庭に筵道を敷いて剣璽と共に移り、光格上皇の意見もあり内侍所で御鈴を鳴らしながら沈静化を祈祷させた。筵上で臨時の朝議が開かれて、天皇と関白鷹司政通や左右両大臣らが協議した結果、七社七寺に対して地震祈祷を命じることになったという。当初は7日間の予定であったが、余震で祈祷が中断されるなど、沈静化の見込みが立たないために鷹司政通は光格上皇・仁孝天皇と相談の上で、更に7日間の祈祷の延長を命じることになったという。当時の公家日記を総合すると、京都では7月に28日間、8月に22日間地震が観測され、翌年になっても余震が収まらなかった（終見は翌年6月15日）。
著名な建築物や寺院も例外ではなく、二条城、興正寺、北野天満宮など多数の建築物が被災している。
- 扇状地内の旧池沼地に造営された二条城は地盤が軟弱で局所的に被害が集中し、石垣の崩壊、櫓・門・土塀の倒壊が記録されているが、遠待や二ノ丸御殿は部分的な損壊であったとされている。